# 17041 Castagna
A 17041 Castagna (ideiglenes jelöléssel 1999 FB30) a Naprendszer kisbolygóövében található aszteroida. A LINEAR projekt keretében fedezték fel 1999. március 19-én.